# Carpe de Kollar

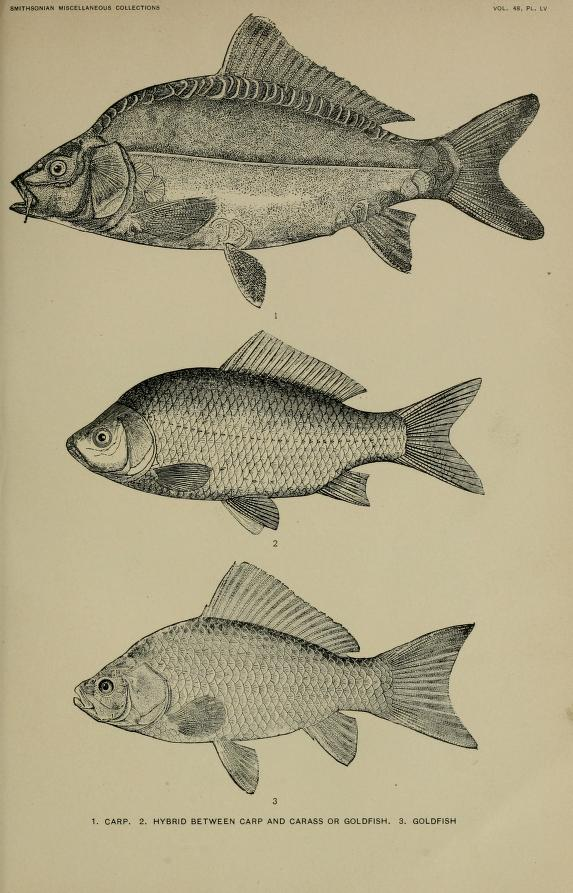
Planche du volume 48 de la Smithsonian Contributions and Studies Series (1907) représentant de haut en bas une Carpe commune, une carpe de Kollar et un Poisson rouge.

La carpe de Kollar est un poisson hybride obtenu par le croisement de la Carpe commune (Cyprinus carpio) et du Poisson rouge (Carassius auratus). Décrite par le zoologiste autrichien Johann Jacob Heckel, son nom binominal rend hommage à son compatriote l'entomologiste Vincenz Kollar. Ayant été considéré comme une espèce distincte de ces parents d'origine, ce poisson possède pour synonyme Carpio kollarii Heckel, ?. Bien que cette hybridation soit le plus souvent réalisée en pisciculture, des cas dans la nature ont été répertoriés,. 

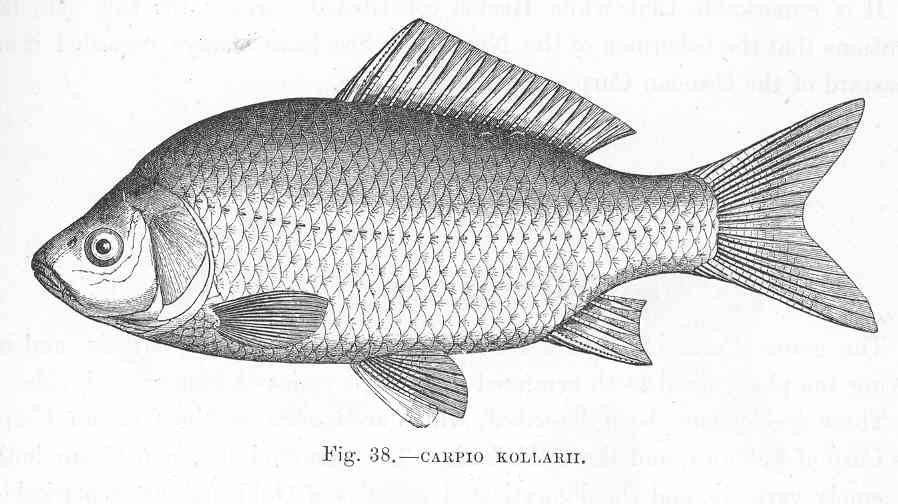
Dessin de « Carpio kollarii » dans The fresh-water fishes of Europe: A history of their genera, species, structure, habits, and distribution de Harry Govier Seeley (1886).
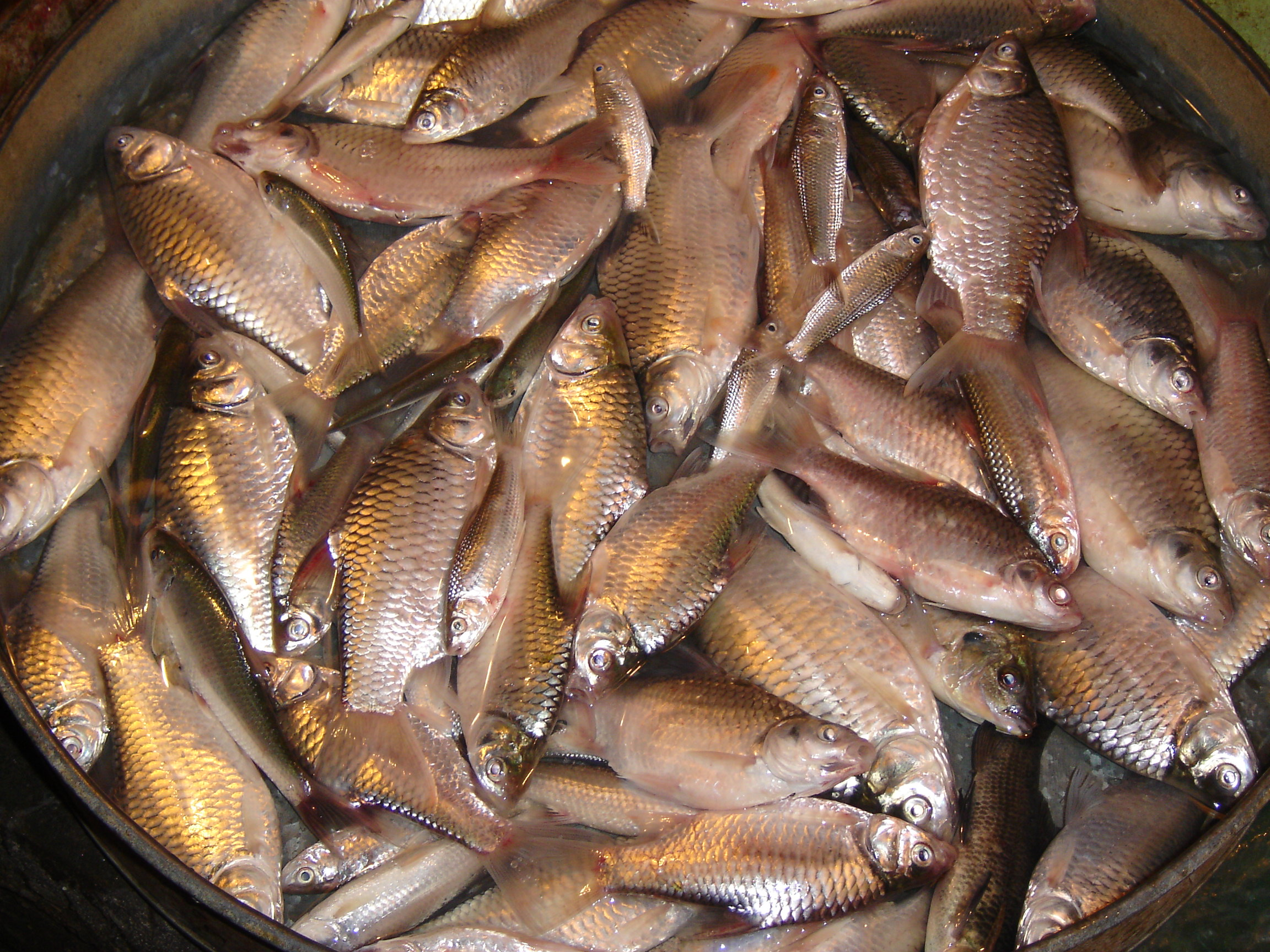
Des carpes hybrides en vente à un marché d'Howrah, en Inde (appelées localement japani puti).